# Alfred de Pischof
Alfred de Pischof (in tedesco Alfred Ritter von Pischof; Vienna, 17 maggio 1882 – Châtenay-Malabry, 13 agosto 1922) fu un ingegnere e aviatore franco-austriaco, pioniere dell'aviazione sia francese che austro-ungarica nei primi anni del XX secolo.

## Biografia

Il biplano Pischiof n.1 in una foto del 1908.

Nacque a Vienna, allora capitale dell'Impero austro-ungarico, il 17 maggio 1882, all'interno di una famiglia nobiliare di origine francese emigrata in Russia. Nel 1901 iniziò a frequentare il Liceo Chaptal di Parigi, passando poi all'École Speciale des Travaux Publics (ESTP) di Cachan nel 1902 e concludendo il ciclo di studi nel 1907. Specializzatosi nella costruzione di strade e ferrovie come suo nonno Matthias von Pischof, partecipò alla costruzione del tunnel ferroviario delle Caravanche sulla linea Assling-Villach (1901-1905). Appassionatosi al mondo della nascente aviazione spesso visitava le officine dei due fratelli Charles e Gabriel Voisin, che stavano già costruendo degli alianti.
Nel 1906 iniziò la costruzione di un proprio tipo di aliante che collaudò sulle alture del Palaiseau, e poi, nel 1907, di un suo tipo di aereo biplano, il Pischnof n.1, soprannominato Le vol au vent, azionato da un motore Anzani, che confrontò con i modelli prodotti da Blériot, Farman e Voisin.
In collaborazione con Paul Koechlin (1881-1916) tra il 1908 e il 1909 i due produssero una serie di quattro biplani e un monoplano, di cui il secondo  equipaggiato con un motore Duteil & Chalmers a due cilindri orizzontali contrapposti erogante la potenza di 20 CV, volò a Villacoublay il 29 ottobre 1908, toccando una quota variabile da 300 m a 500 m. Divenuto direttore commerciale della Blériot a Mourmelon, nel 1909 fu il primo a sorvolare Mont Saint-Michel con l'obiettivo di attraversare in volo il canale della Manica ma fu preceduto da  Louis Blériot che vi riuscì il 25 luglio 1909.
Nell'ottobre di quell'anno ritornò a Vienna per andare a lavorare come progettista presso la società Wemer & Pfleider dove costruì un aereo che lo avrebbe reso famoso l'Autoplan, che venne considerato il più sicuro e innovativo dell'epoca. Questo aereo andò in volo per la prima volta nel marzo 1910 presso l'aeroporto di Wiener Neustadt compiendo una distanza di 400 metri. Ottenne la licenza di pilota n.2 presso il locale Aeroclub austriaco il 24 aprile 1910 al fine di poter collaudare da solo la sua creazione. In quell'anno vinse il premio dell'Autoplan Werke per un volo da Budapest a Lábatlan. tenutosi in occasione del Budapester Flugmeeting.
Nel 1910 aprì due scuole di volo a Issy-les-Moulineaux e a Juvisy, e partecipò alla 2ª Settimana dell'aviazione della Champagne a Reims pilotando un monoplano Werner, e poi vendette i progetti e la licenza di produzione del suo Autoplan alla Österreichisch-ungarischen Autoplan Werken che lo mantenne in produzione tra il febbraio 1911 e il marzo 1914. Nel gennaio 1912 andò in volo con il suo Autoplan presso il campus della  École Speciale des Travaux Publics (ESTP) di Cachan dove salutò diverse centinaia di studenti guidati dal signor Léon Eyrolles e quindi ripatì per recarsi sul campo d'aviazione di Port-Aviation, vicino a Viry-Châtillon.
Nel luglio 1912 si trasferì in Russia andando a lavorare come direttore presso la fabbrica aeronautica di Tereščenko a Kiev, dove rimase poco tempo, venendo assunto come vicedirettore presso la fabbrica Anatra di Odessa, e quindi si trasferì presso l'azienda aeronautica  Mathias a Berdjans'k. Alla fine del 1917 si arruolò volontariato nelle file delle truppe imperiali russe del generale Pëtr Nikolaevič Vrangel'. Con la fine della guerra civile ritornò in Francia nel 1920. Nel 1922 costruì un piccolissimo aereo dotato di un motore da 10 cavalli, con l'obiettivo di rendere l'aviazione accessibile a tutti. Il suo aereo, un antenato dei moderni ULM, fu costruito negli stabilimenti Chauvière a Ivry-sur-Seine. In cabina una sella da bicicletta fungeva da sedile, e vi erano due pedali. Questa macchina fu denominata bicyclette, ma conosciuta anche come avionnette,  raggiunse un'altitudine di 1.800 metri.
Il 13 agosto 1922, di ritorno da Villacoublay, dove aveva appena effettuato un volo di certificazione, in direzione di Orly, con la sua bicyclette,  fu scagliato fuori dalla cabina dell'aereo, dato che non aveva allacciato la cintura di sicurezza, da una violenta folata di vento cadendo da  un'altezza di 500 metri, sopra Châtenay-Malabry, nel dipartimento di Hauts-de-Seine. La salma fu successivamente tumulata nel cimitero di Joigny.
Gli sono state intitolate vie a Vienna-Donaustadt e a Wiener Neustadt in Austria e a Joigny in Francia. Un francobollo che illustra il primo volo a Villacoublay di un velivolo di Pischof è Koechlin stato emesso dalle poste francesi il 17 dicembre 2008.

### Annotazioni
1. ↑  In questa occasione vinse il secondo premio per i migliori tra i nuovi progetti.
2. ↑  Tale aereo venne venduto principalmente all'Imperiale e regio esercito austro-ungarico, mentre un solo esemplare fu acquistato dall'Armée de terre francese per valutazione.

### Fonti
1. 1 2 3 4 5 6  Mancini 1936, p. 497.
2. 1 2 3 4 5 6 7 8  Keimel 1983, p. 98.
3. 1 2 3 4 5 6 7  Association Culturelle Joigny.
4. 1 2 3 4 5  Early Aviators.
5. ↑  Maisons-Champagne.
6. ↑  Mancini 1936, p. 60.